# Daucus glaberrimus
Carotte glabre
Espèce
Synonymes
- Balansaea glaberrima (Desf.) Lange, 1865[1]
- Biasolettia glaberrima (Desf.) M. Hiroe, 1979[1]

Daucus glaberrimus, la Carotte glabre, est une espèce de plantes à fleurs de la famille des Apiaceae et du genre Daucus, endémique du nord de l'Algérie et de la Tunisie.

## Taxonomie
L'espèce est décrite par le botaniste français René Desfontaines en 1798, qui la classe dans le genre Daucus sous le nom binominal et basionyme Daucus glaberrimus, dans (la) Flora Atlantica: sive historia plantarum quae in Atlante, agro tunetano et algeriensi crescunt. Parisiis, vol. 1 (lire en ligne), p. 244. L'espèce est déplacée dans le genre Balansaea par le Danois Johan Martin Christian Lange en 1865, sous le nom Balansaea glaberrima, puis dans le genre Biasolettia par Minosuke Hiroe en 1979, sous le nom Biasolettia glaberrima. Cependant le nom correct est Daucus glaberrimus.
Cette espèce se nomme en français « Carotte glabre ».

## Description

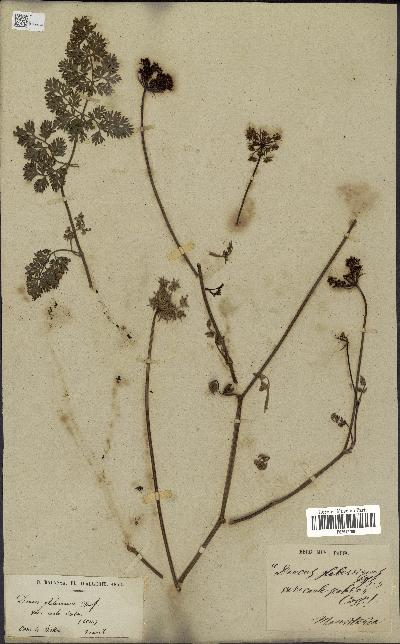
Spécimen d'herbier de Daucus glaberrimus.

### Appareil végétatif
C'est une plante herbacée aux tiges grêles, droites, glabres, flexueuses, noueuses, légèrement striées, rameuses, hautes de deux pieds et plus. Les feuilles ont les divisions ultimes courtes, spatulées, très obtuses. Elles sont simplement ailées, très glabres. Les folioles sont ovales, petites, incisées, à découpures inégales et obtuses. Les pédoncules sont longs, presque filiformes, opposés aux feuilles.

### Appareil reproducteur
Les ombelles sont très petites, à ombellules écartées. Les rayons sont inégaux. Ceux du centre sont très courts. L'involucre universel est pennatifide, à découpure subulées. Les involucres partiels sont à folioles sétacées, presque simples. Les pétales sont blancs, petits. Les fruits sont petits, à demi cylindriques, hérissés de très gros aiguillons confluents à la base.

## Habitat et répartition
Cette espèce est endémique du nord de l'Algérie et de la Tunisie, où elle pousse dans les forêts de palmiers et les oasis du désert.